# 2009 au Monténégro
Cet article présente les faits marquants de l'année 2009 au Monténégro.

## Évènements

Milo Djukanovic(novembre 1999)

### Janvier
- Mardi 27 janvier 2009 : le parlement du Monténégro s'est auto-dissous par 42 voix contre 13 et 9 abstentions, ce qui permet au président Filip Vujanović de convoquer des élections législatives anticipées qui sont demandées par le gouvernement. Dans le cadre de l'adhésion du pays à l'Union européenne le gouvernement démocrate-socialiste considère avoir besoin d'un mandat « entier, de quatre années » de stabilité, nécessaires pour que le pays puisse « affronter de nombreuses tâches essentielles ». La chambre sortante disposait d'une large majorité du Parti démocratique socialiste du premier ministre Milo Djukanovic, mais l'opposition accuse le gouvernement de vouloir organiser ces élections avant que les effets de la crise économique mondiale ne se fassent davantage sentir dans le pays.

### Mars
- Dimanche 29 mars 2009 : élections législatives anticipées, la coalition sortante du premier ministre, Milo Djukanovic, qui avait fait campagne pour une adhésion rapide à l'Union européenne, est réélue avec 49 sièges sur 81.

### Avril
- Jeudi 23 avril 2009 : les États de l'Union européenne acceptent de transmettre à la Commission européenne la demande officielle de candidature du Monténégro, bloquée depuis plusieurs mois par certains pays, comme l'Allemagne, hostiles à la poursuite du processus d'élargissement de l'Union. Le Monténégro a déposé officiellement sa candidature à l'adhésion à l'UE en décembre dernier auprès de la présidence française de l'UE. La procédure veut ensuite que la Commission rédige son avis sur l'opportunité d'accorder ou non le statut de candidat officiel.